# Борча
Борча (рум. Borcea) — комуна у повіті Келераш в Румунії. До складу комуни входить єдине село Борча.
Комуна розташована на відстані 130 км на схід від Бухареста, 35 км на північний схід від Келераші, 74 км на захід від Констанци, 124 км на південь від Галаца.

## Населення
За даними перепису населення 2002 року у комуні проживали 9694 особи.
Національний склад населення комуни:
| Національність   | Кількість осіб | Відсоток |
| ---------------- | -------------- | -------- |
| румуни           | 9612           | 99,2%    |
| цигани           | 76             | 0,8%     |
| угорці           | 3              | < 0,1%   |
| росіяни-липовани | 3              | < 0,1%   |

Рідною мовою назвали:
| Мова      | Кількість осіб | Відсоток |
| --------- | -------------- | -------- |
| румунська | 9677           | 99,8%    |
| циганська | 12             | 0,1%     |
| угорська  | 3              | < 0,1%   |
| російська | 2              | < 0,1%   |

Склад населення комуни за віросповіданням:
| Релігія       | Кількість осіб | Відсоток |
| ------------- | -------------- | -------- |
| православні   | 9610           | 99,1%    |
| адвентисти    | 67             | 0,7%     |
| римо-католики | 14             | 0,1%     |
| реформати     | 3              | < 0,1%   |

## Зовнішні посилання
- Дані про комуну Борча на сайті Ghidul Primăriilor [Архівовано 15 травня 2012 у Wayback Machine.]